# Christinengasse
La Christinengasse est une voie de Vienne en Autriche.

## Géographie
Située dans l'Innere Stadt, la Christinengasse part du Schubertring en direction sud-est jusqu'à la Beethovenplatz. Elle a une circulation en sens unique. 
Aujourd'hui, il n'y a plus de transports en commun dans la rue, mais les voies du tramway sont encore présentes dans la Christinengasse, elles font partie d'une boucle d'inversion. La ligne de tramway 71 avait le dernier arrêt au Schubertring au coin de la Schwarzenbergplatz. Une piste cyclable traverse également la Christinengasse. Comme il n'y a pas de magasins ou de bars ici, c'est une rue calme qui n'est pas particulièrement fréquentée par les voitures ou les piétons.
La construction de la ruelle est uniforme et se compose de bâtiments résidentiels et commerciaux représentatifs dans le style historique typique du Ring. Ils sont tous classés.

## Origine du nom
Elle est nommée en hommage à la fille de Marie-Thérèse, l'archiduchesse Marie-Christine, l'épouse d'Albert de Saxe-Teschen, le fondateur de l'Albertina.

## Historique
Le quartier de l'actuelle Christinengasse appartient au faubourg en face de la Stubentor au Moyen Âge. Depuis le XVIe siècle, elle fait partie du glacis devant l'enceinte de Vienne. Après sa démolition, le Ring est aménagé à la place de l'enceinte et la Christinengasse, une rue latérale du Ring, est construite en 1865. 
La Christinengasse, qui s'étendait à l'origine jusqu'à la Lothringerstraße, se termine à la Beethovenplatz à partir de 1904.

## Bâtiments remarquables et lieux de mémoire
Palais Ölzelt (1)
Le bâtiment est érigé dans le style néo-Renaissance de 1865 à 1866 par le maître d'œuvre Anton Ölzelt, sur la base d'un projet d'Anton Hefft. La projection d'angle a une baie vitrée à colonnes. Le bâtiment est à l'adresse principale Schubertring 7.
Christinenhof (2-4)
En tant que cour d'habitation, la Christinenhof forme son propre bloc entre Schubertring, Pestalozzigasse, Kantgasse et Christinengasse. Il est construit de 1863 à 1865 par Ludwig Zettl dans le style historiciste. L'important groupe de bâtiments a une riche décoration de façade figurative. Le bâtiment est à l'adresse principale Schubertring 9-11.
Immeuble
Le bâtiment est construit par Friedrich Schachner sous la forme de la néo-renaissance viennoise de 1868 à 1869. La façade en briques apparentes des étages supérieurs montre de belles peintures en grisaille dans la zone des combles. Le bâtiment est à l'adresse principale Beethovenplatz 2.